# Cala Barques
Cala Barques està a set quilòmetres de Pollença, s'hi troba separada de Cala Clara per Punta dels Ferrers i forma part de les quatre platges denominades Cala Sant Vicenç.
Cala Sant Vicenç ha servit de plató natural per a pel·lícules com Jack el negre, dirigida per J. Duvivier i interpretada per George Sanders. Es poden visitar les coves prehistòriques de gran valor arqueològic a s'Alzinaret.
Les condicions marítimes i subaquàtiques són aptes per a l'ancoratge d'embarcacions, sempre i que s'evitin una llosa coberta per menys d'un metre d'aigua, detectada a 200 metres de la vorera, i els vents del nord i nord-est que encabriten el mar. Superant aquests dos obstacles, s'hi trobarà un fons de sorra, a tres metres de profunditat, a 300 metres de la costa.
Al final del trajecte es veurà un aparcament on es podrà estacionar el vehicle privat de manera gratuïta. El darrer tram fins a aquest arenal es realitzarà descendint per unes escales sense adaptar per a l'ús dels minusvàlids.